# Aeroportul Kangiqsujuaq
Aeroportul Kangiqsujuaq (IATA: YWB, ICAO: CYKG) este un aeroport din Provincia Québec, Canada ce deservește zona Kangiqsujuaq⁠(d). A fost numit după zona deservită.
Situat la o altitudine de 158 m, aeroportul dispune de o singură pistă. Este operat de Kativik Regional Government⁠(d).